# 53.º Regimiento de Instrucción Aérea
El 53º Regimiento de Instrucción Aérea (53. Flieger-Ausbildungs-Regiment) fue una unidad militar de la Luftwaffe de la Alemania nazi.

## Historia
Formada el 1 de abril de 1939 en Straubing desde el 53.º Batallón de Reemplazo Aéreo con:
- Stab.
- I Batallón de Instrucción desde el 53.º Batallón de Reemplazo Aéreo.
- Escuela Elemental de Vuelo (Escuela/53.er Regimiento de Instrucción Aérea) (Nuevo).

El II Batallón de Instrucción fue formada en 1940, mientras la Escuela/53.º Regimiento de Instrucción Aérea deja el regimiento el 18 de marzo de 1941 y se convirtió en 122.º Escuela Mixta Experimental Superior. Trasladado a Gutenfeld en noviembre de 1939, Tongeren en abril de 1941 y en Bruselas en 1944. El 16 de agosto de 1942 es redesignado como el 53.º Regimiento Aéreo.

## Comandantes
- Coronel Johannes Belau - (1940)
- Coronel Ernst Weber - (1940 - 1943)

## Orden de Batalla
- 1939 – 1940: Stab, I. (1-5), 6., 7., Escuela.
- 1941 – 1942: Stab, I. (1-5), 7., II. (8-12).